# 3399 Kobzon
3399 Kobzon је астероид главног астероидног појаса са средњом удаљеношћу од Сунца која износи 3,100 астрономских јединица (АЈ).
Апсолутна магнитуда астероида је 12,5.